# Принцип суперпозиции в электротехнике
Принцип суперпозиции в электротехнике утверждает, что электрический ток в каждой ветви линейной электрической цепи равен алгебраической сумме токов, вызываемых каждым из источников ЭДС цепи в отдельности. Этот принцип справедлив для всех линейных электрических цепей, то есть таких цепей, вольтамперные характеристики сопротивлений которых представляют собой прямые линии. Принцип суперпозиции используется в методе расчёта электрических цепей, получившем название метода суперпозиции. При расчёте электрических цепей по методу суперпозиции поступают следующим образом: поочередно рассчитывают токи, возникающие от действия каждого из источников ЭДС, мысленно удаляя остальные из схемы, но оставляя в схеме внутренние сопротивления источников (для идеальных источников с нулевым сопротивлением это эквивалентно закорачиванию источника), и затем находят токи в ветвях путем алгебраического сложения частичных токов.